# Liste der Mühlen am Bimbach, am Rödelbach und am Rodenbach
Die Liste der Mühlen am Bimbach, am Rödelbach und am Rodenbach führt alle Mühlenbauten am Mainzufluss Bimbach und seinen ehemaligen Zuläufen Rödelbach und Rodenbach im Regierungsbezirk Unterfranken in Bayern auf. Der Bimbach fließt in seinem fast 8 km langen, im Wesentlichen südwestlichen Lauf im Steigerwaldvorland und dem Mittleren Maintal an mehreren ehemaligen Mühlenbetrieben vorbei.

## Historischer Hintergrund
Die Mühlen entlang des Bimbachs entstanden bereits im Spätmittelalter. In Großlangheim bestand kein ähnlich schüttungsstarker Bach, sodass hier die einzige Möglichkeit genutzt wurde, Getreide mit Wasserkraft zu mahlen. So gehen die Mühlen des Oberlaufs bereits auf das 14. Jahrhundert zurück. Die Anlagen weiter bachabwärts sind dagegen wesentlich jünger, weil um Etwashausen mit dem Sickersbach ein bedeutenderes Gewässer existierte. Die Anlagen waren teilweise in Hand der Gemeinden oder wurden von verschiedenen Herrschaftsträgern beansprucht.
Anders als bei anderen, vergleichbaren Bächen sind vom Bimbach kaum Streitigkeiten über die Wasserzuteilung für die jeweiligen Müller überliefert. Dies könnte sowohl mit dem Überlieferungszufall, als auch mit der geringen Schüttung zusammenhängen: Da hier nur wenige Betriebe um das Wasser konkurrierten, blieben Konflikte aus. Die Anlage der Etwashäuser Eselsmühle macht außerdem deutlich, dass man hier mit anderen Hilfsmitteln arbeitete, um die Wasserknappheit zu umgehen. Der Wassermangel führte dazu, dass die Betriebe klein blieben.
Die Mühlen differenzierten sich auch weit weniger aus, als dies entlang anderer Bäche geschah. Die meisten Mühlen wurden ausschließlich als Getreidemühlen betrieben. Lediglich die Farbmühle in Etwashausen spezialisierte sich auf die Herstellung von Farben aus Naturstoffen und damit auf ein weiteres Produkt. Im 19. Jahrhundert wurden die kleinen Anlagen nacheinander aufgelöst. Im Osten von Etwashausen spielte die Industrialisierung hierbei eine entscheidende Rolle. Entweder aus den Mühlen gingen anderen Betriebe hervor (Jungfernmühle) oder sie verschwanden im Zuge des Kitzinger Flugplatzbaus.

## Mühlenliste
Die Ordnung in der Liste richtet sich nach der Lage der Mühlen und folgt dem Bachlauf von der Quelle des Bimbachs auf Großlangheimer Gebiet bis zur Mündung des Baches in Kitzingen-Etwashausen. Historisch floss das Wasser des Rodenbachs und des Rödelbaches in den Bimbach. Heute handelt es sich um drei unterschiedliche Flüsse. Blau unterlegte Gliederungsüberschriften nennen die Gemarkungen, auf denen die Mühlen standen oder noch stehen. Die Kurzbeschreibung zu jeder Mühle erwähnt, wenn diese heute noch eigener Ortsteil einer Gemeinde ist.
Besondere Bedeutung hatten die Mühlen vor allem für Großlangheim, das in seiner Gemarkung keinen anderen, vergleichbar schüttungsstarken Bach besitzt. In der Gemarkung der Kitzinger Vorstadt Etwashausen existierten ebenfalls mehrere Betriebe.
| Name                   | Bach         | Typ           | Erhaltungszustand             | Beschreibung | Lage                             | Bild |              |
| Großlangheim           | Großlangheim | Großlangheim  | Großlangheim                  | Großlangheim | Großlangheim                     | Großlangheim | Großlangheim |
| ---------------------- | ------------ | ------------- | ----------------------------- | --- | -------------------------------- | --- | ------------ |
| Pleckersmühle          | Rodenbach    | Getreidemühle | vollständig abgegangen        | Bereits im Jahr 1335 wurde die Pleckersmühle als erste Großlangheimer Mühle erwähnt. Sie lag am Oberlauf des Rodenbachs im Nordosten der heutigen Großlangheimer Gemarkung inmitten des sogenannten Belkers. Heute erinnert nichts mehr an die ehemalige Mühle. | 49° 46′ 7,7″ N, 10° 14′ 34,7″ O  | Bild gesucht Die Wikipedia wünscht sich an dieser Stelle ein Bild vom hier behandelten Ort. Falls du dabei helfen möchtest, erklärt die Anleitung , wie das geht. BW |              |
| Kuffenmühle            | Bimbach      | Getreidemühle | weitgehend erhalten, erneuert | Erstmals erwähnt wurde die Kuffenmühle (auch Kufenmühle) im Südwesten des Großlangheimer Altortes im Jahr 1430. Die Anlage wurde jahrhundertelang als Gemeindemühle betrieben und erst im 17. Jahrhundert an Privatpersonen verkauft. Die Mühle war im 19. Jahrhundert zeitweise ein eigenständiger Ortsteil von Großlangheim. | 49° 45′ 10,8″ N, 10° 14′ 1,5″ O  | Bild gesucht Die Wikipedia wünscht sich an dieser Stelle ein Bild vom hier behandelten Ort. Falls du dabei helfen möchtest, erklärt die Anleitung , wie das geht. BW |              |
| Weidenmühle            | Bimbach      | Getreidemühle | weitgehend erhalten, erneuert | Erstmals erwähnt wurde die Mühle bereits im Jahr 1377, was sie zu einem der ältesten Betriebe entlang des Baches macht. Anders als das katholische Großlangheim gelangte die Mühle im Laufe der Frühneuzeit in den Einflussbereich der lutherischen Markgrafen von Brandenburg-Ansbach. Ihre Lage an der Gemarkungsgrenze von Kitzingen ermöglichte diesen Zugriff. 1986 wurde die Weidenmühle stillgelegt. Die Mühle ist heute ein Ortsteil von Großlangheim. | 49° 45′ 1,6″ N, 10° 13′ 17,6″ O  | Bild gesucht Die Wikipedia wünscht sich an dieser Stelle ein Bild vom hier behandelten Ort. Falls du dabei helfen möchtest, erklärt die Anleitung , wie das geht. BW |              |
| Kitzingen-Etwashausen  |              |               |                               | |                                  | |              |
| Forstmühle             | Bimbach      | Getreidemühle | vollständig abgegangen        | Die Forstmühle an der Grenze zur Großlangheimer Gemarkung bestand bereits im 17. Jahrhundert. In den 1930er Jahren wurde der Bimbach um die Mühle begradigt. Schließlich riss man die Anlage im Jahr 1944 ab, um die Startbahn des Kitzinger Flugplatzes zu erweitern. Im 19. und 20. Jahrhundert war die Mühle zeitweise ein eigener Kitzinger Ortsteil. | 49° 45′ 1,4″ N, 10° 12′ 45″ O    | Bild gesucht Die Wikipedia wünscht sich an dieser Stelle ein Bild vom hier behandelten Ort. Falls du dabei helfen möchtest, erklärt die Anleitung , wie das geht. BW |              |
| Rödelsee               |              |               |                               | |                                  | |              |
| Dorfmühle (Rödelsee)   | Rödelbach    | Getreidemühle | vollständig abgegangen        | unklar | 49° 43′ 41,7″ N, 10° 14′ 27,1″ O | Bild gesucht Die Wikipedia wünscht sich an dieser Stelle ein Bild vom hier behandelten Ort. Falls du dabei helfen möchtest, erklärt die Anleitung , wie das geht. BW |              |
| Rödelsee-Fröhstockheim |              |               |                               | |                                  | |              |
| Obere Mühle            | Rödelbach    | Getreidemühle | weitgehend erhalten, erneuert | Die Obere Mühle von Fröhstockheim wurde im Jahr 1840 von Konrad Krauß betrieben und hatte 2 Mahlgänge. | 49° 43′ 47,3″ N, 10° 14′ 4,4″ O  | Bild gesucht Die Wikipedia wünscht sich an dieser Stelle ein Bild vom hier behandelten Ort. Falls du dabei helfen möchtest, erklärt die Anleitung , wie das geht. BW |              |
| Untere Mühle           | Rödelbach    | Getreidemühle | vollständig abgegangen        | Die Untere Mühle von Fröhstockheim wurde im Jahr 1840 von Franz Walther betrieben und hatte 2 Mahlgänge. | 49° 44′ 17,4″ N, 10° 13′ 6,5″ O  | Bild gesucht Die Wikipedia wünscht sich an dieser Stelle ein Bild vom hier behandelten Ort. Falls du dabei helfen möchtest, erklärt die Anleitung , wie das geht. BW |              |
| Kitzingen-Etwashausen  |              |               |                               | |                                  | |              |
| Reubelsmühle           | Bimbach      | Getreidemühle | vollständig abgegangen        | Erstmals erwähnt wird eine Mühle auf dem Gebiet des Hofgutes Reubelshof (auch Sandmühle genannt) im Süden des Gültholzes im Jahr 1520. Damals gelangte die Anlage vom Zisterzienserkloster Ebrach zunächst an die Gemeinde Hoheim. Später saß hier das Würzburger Juliusspital. Die Mühle wurde im Zuge des Flugplatzbaus in den 1940er Jahren abgerissen. | 49° 44′ 59,8″ N, 10° 12′ 13,9″ O | Bild gesucht Die Wikipedia wünscht sich an dieser Stelle ein Bild vom hier behandelten Ort. Falls du dabei helfen möchtest, erklärt die Anleitung , wie das geht. BW |              |
| Jungfernmühle          | Bimbach      | Getreidemühle | teilweise erhalten            | Die Jungfernmühle (auch Engel-Beckenmühle) gehörte lange Zeit zum Benediktinerinnenkloster Kitzingen. Die Anlage war im 19. Jahrhundert ein beliebtes Ausflugsziel für die Kitzinger Bevölkerung. Hier war auch ein Gasthaus untergebracht. Die Mühle verschwand im Jahr 1922 mit dem Bau eines Gußwerkes. Die erhaltenen Baulichkeiten werden als Baudenkmal eingeordnet.                                                                                     | 49° 44′ 38,7″ N, 10° 10′ 56,8″ O | Bild gesucht Die Wikipedia wünscht sich an dieser Stelle ein Bild vom hier behandelten Ort. Falls du dabei helfen möchtest, erklärt die Anleitung , wie das geht. BW |              |
| Farbmühle              | Bimbach      | Farbmühle     | in Betrieb, erneuert          | Über die Geschichte der Farbmühle ist nur sehr wenig bekannt. Die Mühle ist der einzige Betrieb entlang des Bimbachs der heute noch Mehl herstellt. Wahrscheinlich wurde die Anlage im Jahr 1628 als Schwenkersmühle bereits urkundlich erwähnt. Heute befindet sich die Mühle auf dem Gelände einer Gärtnerei | 49° 44′ 37,4″ N, 10° 10′ 21″ O   | Bild gesucht Die Wikipedia wünscht sich an dieser Stelle ein Bild vom hier behandelten Ort. Falls du dabei helfen möchtest, erklärt die Anleitung , wie das geht. BW |              |
| Eselsmühle             | Bimbach      | Getreidemühle | vollständig abgegangen        | Die Eselsmühle entstand wohl im Laufe des Spätmittelalters. Die Schüttung des Bimbachs ermöglichte an dieser Stelle des Unterlaufs eigentlich nicht das Betreiben einer Mühle. Deshalb wurde das Mühlrad in Zeiten der Dürre von einem Esel angetrieben. Das Tier gab der Anlage den Namen. Die Eselsmühle wurde noch im 19. Jahrhundert betrieben und ist im bayerischen Urkataster verzeichnet.                                                              | 49° 44′ 43,1″ N, 10° 10′ 3,2″ O  | Bild gesucht Die Wikipedia wünscht sich an dieser Stelle ein Bild vom hier behandelten Ort. Falls du dabei helfen möchtest, erklärt die Anleitung , wie das geht. BW |              |